# 船橋川

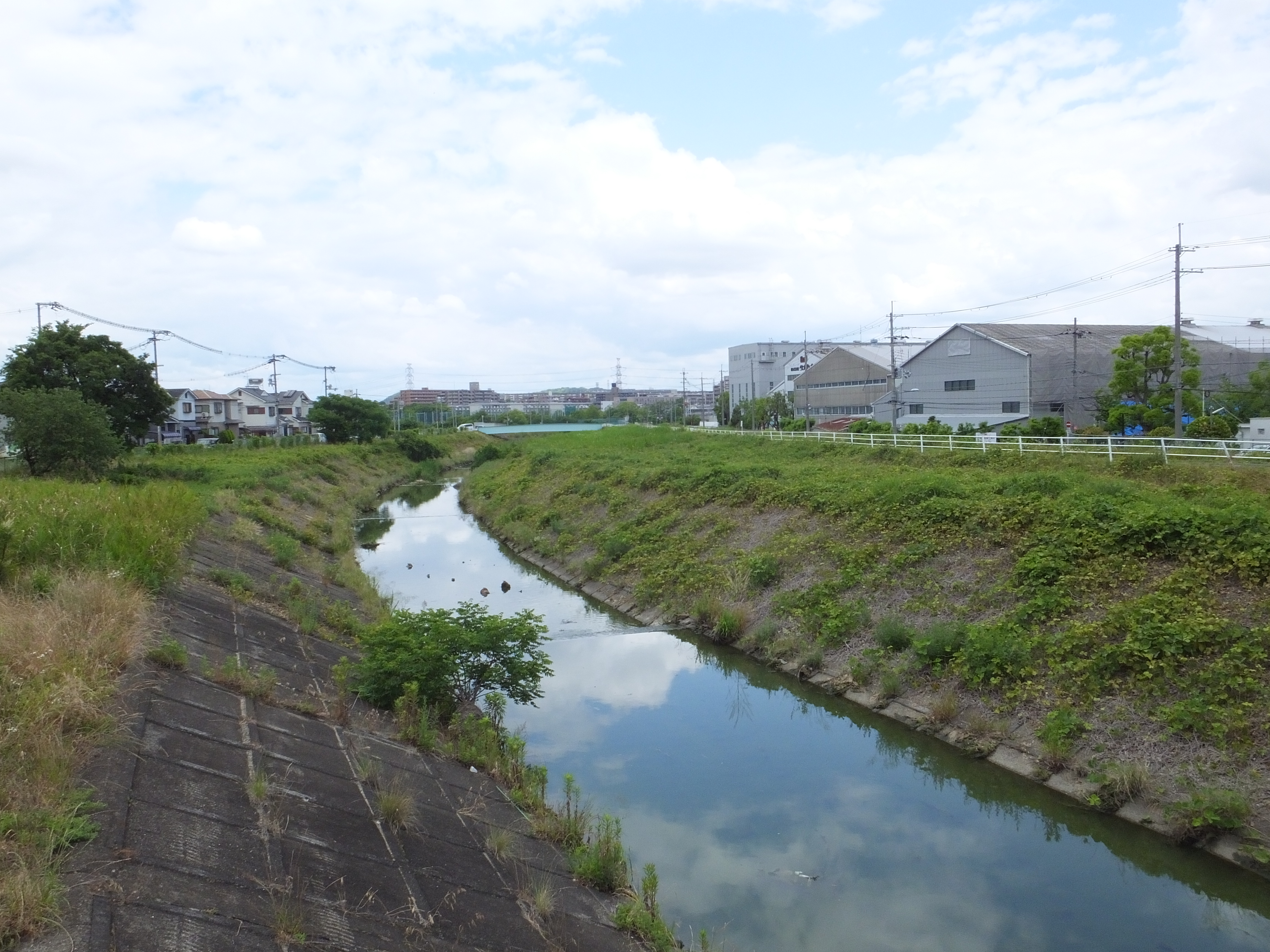
中田近橋より下流方、右手は枚方企業団地

船橋川（ふなはしがわ）は、大阪府枚方市を流れる淀川水系の一級河川である。並流する穂谷川とともに枚方市街地北部を貫流する。

## 地理
枚方市東部の甘南備山西麓を水源とし北西流する。源流部を抜けてすぐが長尾駅周辺の住宅街となっており、区域内にある長尾大池とは右岸から接続している。長尾駅周辺地区を抜けると長尾家具町の手前より西へカーブし、八幡橋より河川幅が広がる。国道1号の船橋川橋を超えると、左岸に新大池を見ながら招提田近の枚方企業団地を囲うように北へ流れる。企業団地の北端が中之池公園と隣接しており、長尾家具町より流れてきた準用河川車谷川を合わせる。中之池より下流では右岸（北側）の船橋川緑道に桜並木が整備されている。船橋地区の市街地を通り、牧野北と樋之上の府営住宅を抜けると河口の淀川となる。
流路延長7.5 kmのうち、八幡橋より下流5,243 mが一級河川に指定されている。八幡橋より上流部については八田川（はったがわ）と呼ばれ、枚方市管理の準用河川に指定されている。

## 治水
船橋川は、1885年（明治18年）6月-7月、明治十八年の淀川洪水の際に洪水を記録したほか、1917年（大正6年）9月末から10月にかけての暴風雨によって淀川が広範囲で大洪水を起こした際に堤防が二度決壊し、流域に浸水被害をもたらしている。現代においては、同じ枚方市内を流れる天野川流域・穂谷川流域と異なり浸水被害の記録がない。
流域では都市化が急速に進展し、特に1962年（昭和37年）より中流右岸の招提田近地区にて枚方企業団地の造成分譲が進められたことを契機とし、開発計画対策事業として1970年代にかけて全区間の河川改修が進められた。その結果、近隣河川よりも早い段階で全区間が時間雨量80 mm対応の構造となった。国道1号の船橋川橋を境に、上流が掘込区間・下流が築堤区間となっている。
また、下流域の招提田近地区から西船橋地区にかけて、流路に重なり並行する形で新名神高速道路の整備が予定されている。当初は開削工法によって建設する予定であったため、周辺住民の環境悪化への懸念に対応する目的で左岸（招提北町3丁目）に船橋川公園を、下流左岸及び右岸（招提北町3丁目から南船橋2丁目・船橋本町1丁目）に船橋川緑地をそれぞれ整備する方針とし、1995年（平成7年）7月7日に告示された。しかしながら、その後新名神の工事は地上部の開削を伴わないシールド工法へ変更されたことに伴い、財政上の都合から道路事業に合わせた事業化が困難となり、2016年（平成28年）に見直しの対象となった。そのため、高速道路の附帯施設において緑地整備の方向性を模索し、個別に西日本高速道路との協議が進められている。

## 主な橋
上流より記載

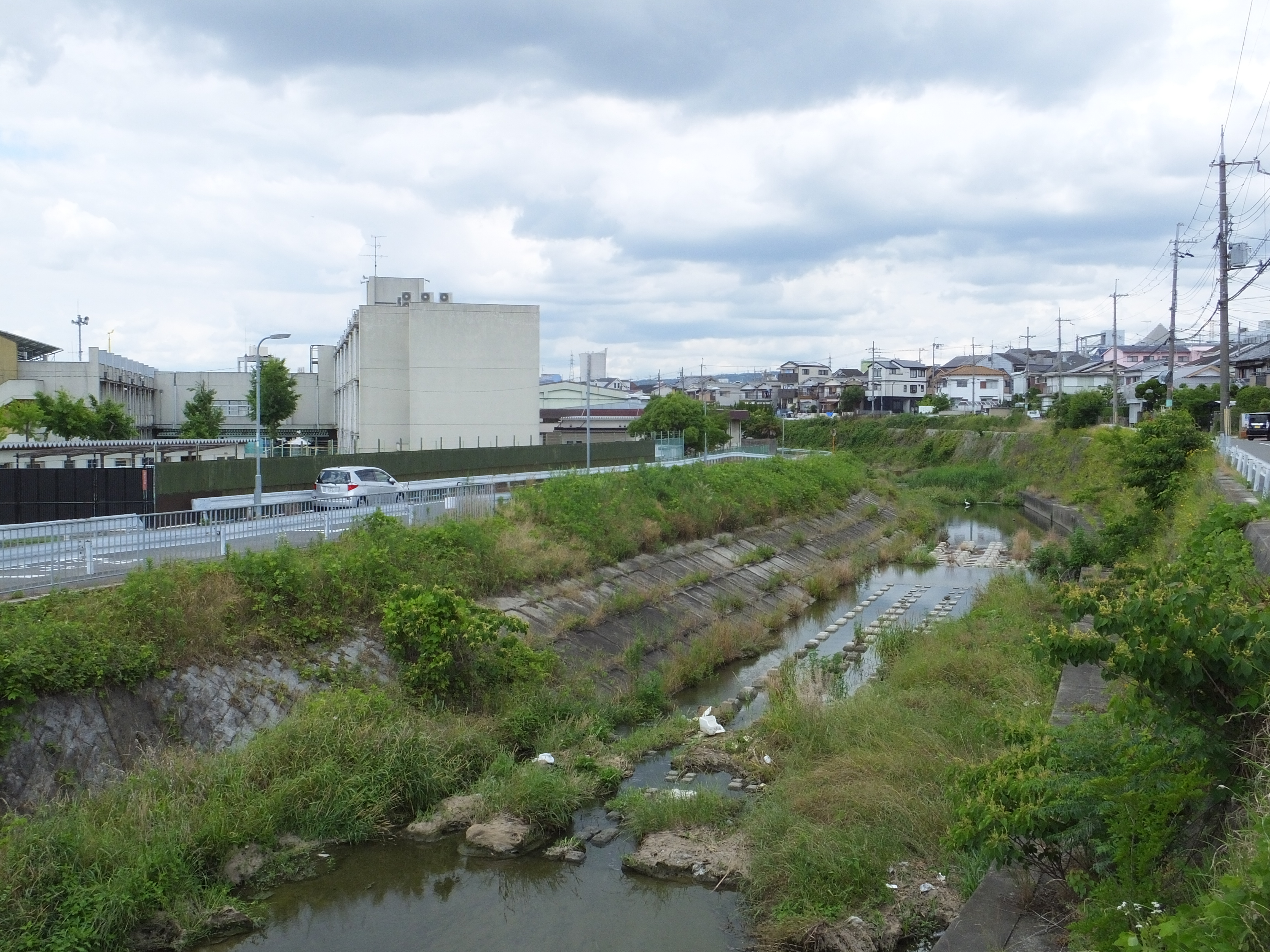
八幡橋より下流方

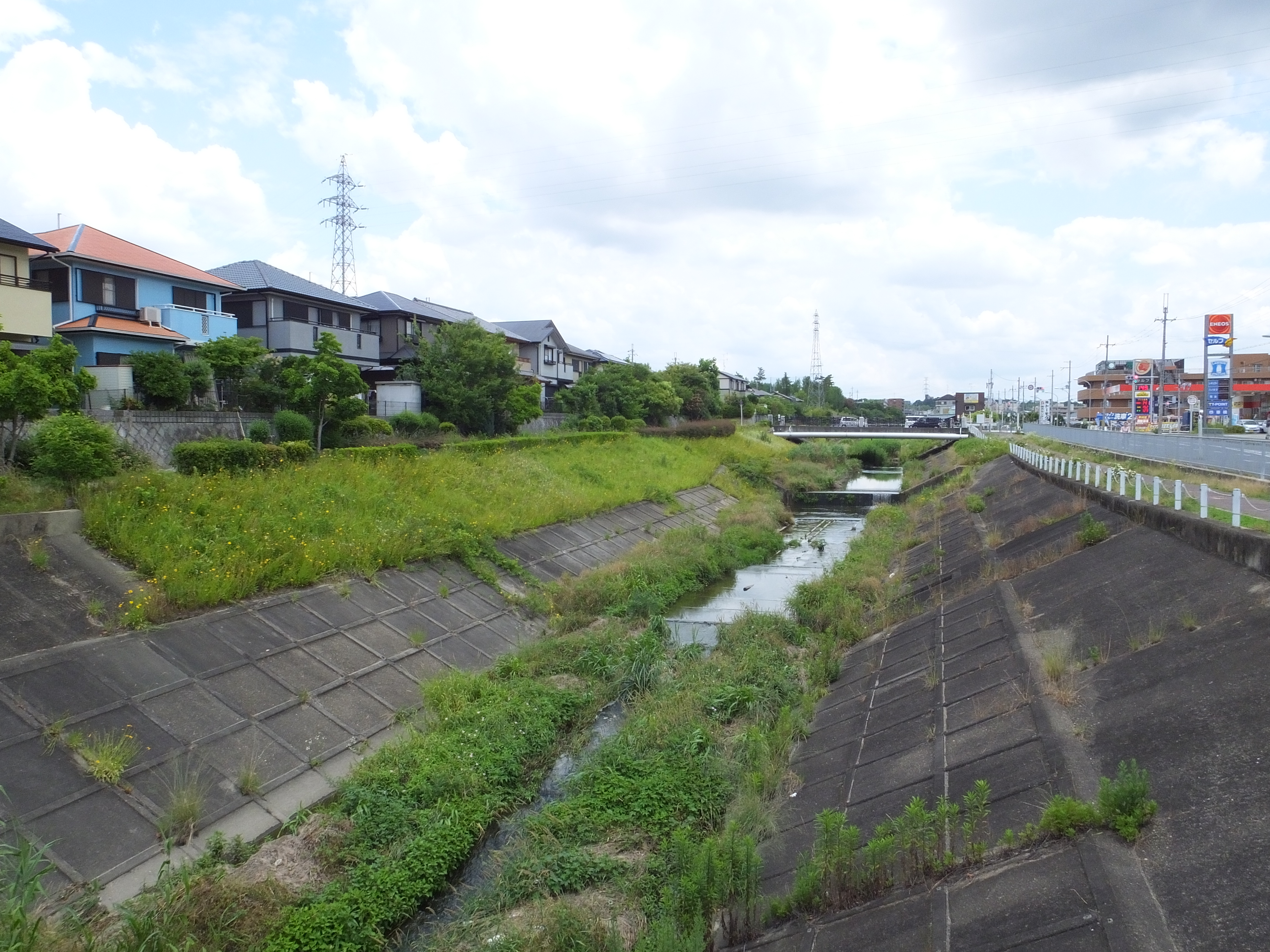
北山の新興住宅街より上流を望む。奥はぽえむ南橋

- 八田川橋 - 国道1号バイパス・第二京阪道路
- ○○橋
- 責谷橋
- ○○橋
- ○○橋
- ○○橋
- JR学研都市線橋梁
- ○○橋
- 新宇治橋 - 大阪府道・京都府道736号交野久御山線
- ○○橋
- 棚田橋
- ○○橋
- ○○橋
- 宇治橋
- 八田川新橋
- 八幡橋 - 大阪府道・京都府道735号長尾八幡線
- 八田高橋
- 八田3号橋
- ○○橋
- ぽえむ南橋
- ○○橋
- ニトリモール橋
- 小野田橋
- 船橋川橋 - 国道1号（京阪国道）
- 上田近橋
- 中田近橋
- 下田近橋
- 中之池橋
- 新登橋 - 大阪府道18号枚方交野寝屋川線
- 西河原橋
- 船上橋
- 樋之上鉄橋 - 京阪本線橋梁
- 楠葉橋 - 京都府道・大阪府道13号京都守口線